# Pilocrocis lehialis
Pilocrocis lehialis là một loài bướm đêm trong họ Crambidae.